# جايسون هاردي
جايسون هاردي (بالإنجليزية: Jason Hardy)‏ (14 ديسمبر 1969 في المملكة المتحدة - ) هو لاعب كرة قدم بريطاني في مركز الدفاع. لعب مع نادي بيرنلي ونادي روتشديل ونادي هاليفاكس تاون وPrestwich Heys A.F.C. ‏.

## وصلات خارجية
- جايسون هاردي على موقع Soccerbase.com (لاعب) (الإنجليزية)